# 安纳布尔纳峰
安纳布尔纳峰（英語：Annapurna，梵語、尼泊爾語、尼瓦爾語：अन्नपूर्ण）位于喜马拉雅山脉、尼泊尔中北部境内，海拔8,091（26,545英尺），是世界第十高峰。安纳布尔纳峰所處的安納布爾納山塊長55（34英里），包括一座8,000公尺以上的山峰、十三座7,000公尺以上、十六座6,000公尺以上。安纳布尔纳是梵语音译，意思是“食物充足”，即丰收的意思。
它因攀登难度和危险性而闻名。1950年，莫里斯·赫尔佐格带领一支法国探险队通过北坡成功登顶，使其成为第一个被成功攀登的八千米级山峰。整个山体及其周边地区都被保护在7,629平方（2,946平方英里）的安娜普尔纳保护区，这是尼泊尔第一个也是最大的保护区。该保护区拥有多个世界级徒步路线，包括安娜普尔纳神庙和安娜普尔纳环线。多年来，安娜普尔纳I峰一直保持着最高的死亡率与登顶率，但近年来这一比例已从2012年的32%下降到2022年的不到20%，略低于目前K2的约24%的死亡率估计值。这座山峰仍然对登山者构成严重威胁，如雪崩风险、不可预测的天气以及其攀登路线的极度陡峭和挑战性，特别是著名的3,000（9,800英尺）南壁，被认为是世界上最难攀登的路线之一。 对于徒步旅行者来说，它也是一处危险之地，例如2014年的一场暴风雪导致至少43人死亡。截至2022年，共有365人成功登顶安娜普尔纳I峰，而有72人在尝试中丧生。

## 名称
这座山以印度教的食物与滋养女神安娜普尔娜（IAST: Annapūrṇā）命名，据说她就居住在此地。“Annapurna”这个名字来源于梵语单词 anna（意为“食物”）和 purna（意为“充满的”），可翻译为“永恒的食物”或“丰饶之食”。
从安娜普尔娜山群坡面流下的许多溪流，为低海拔地区的农田和牧场提供了灌溉水源。

## 安纳布尔纳峰照片

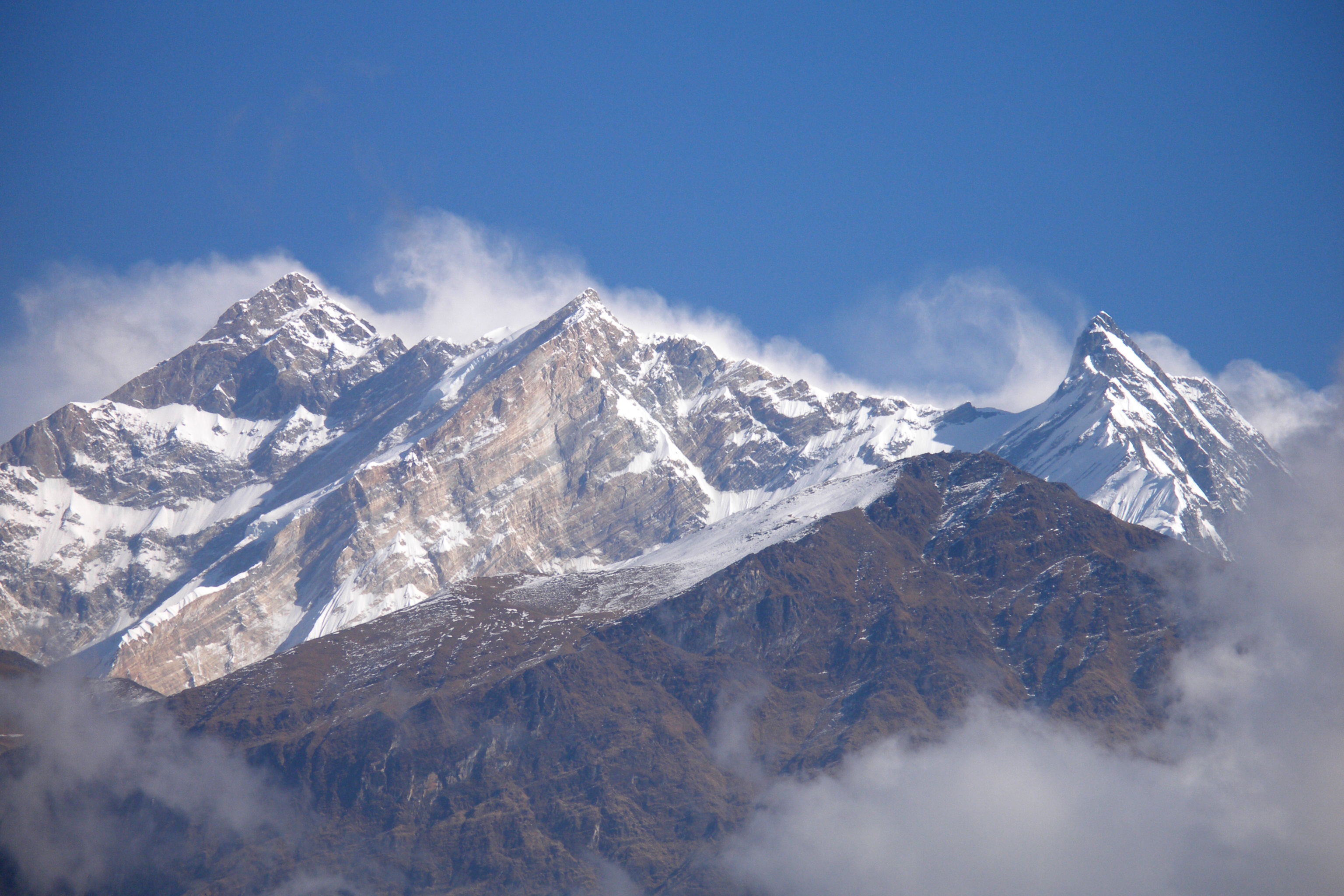
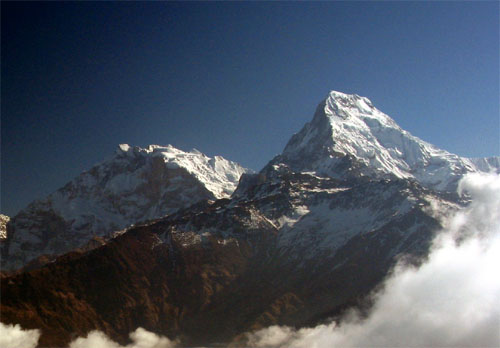
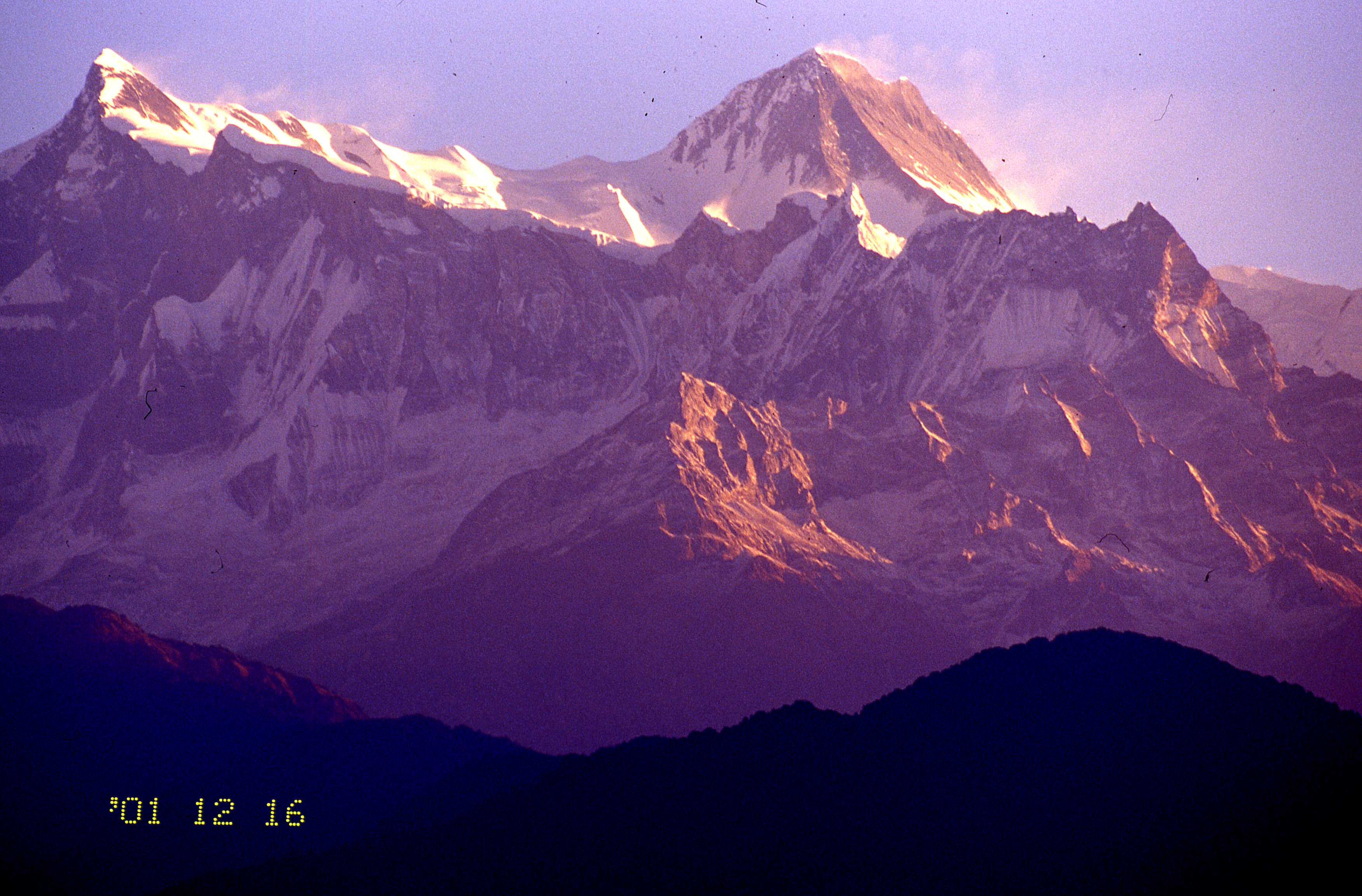
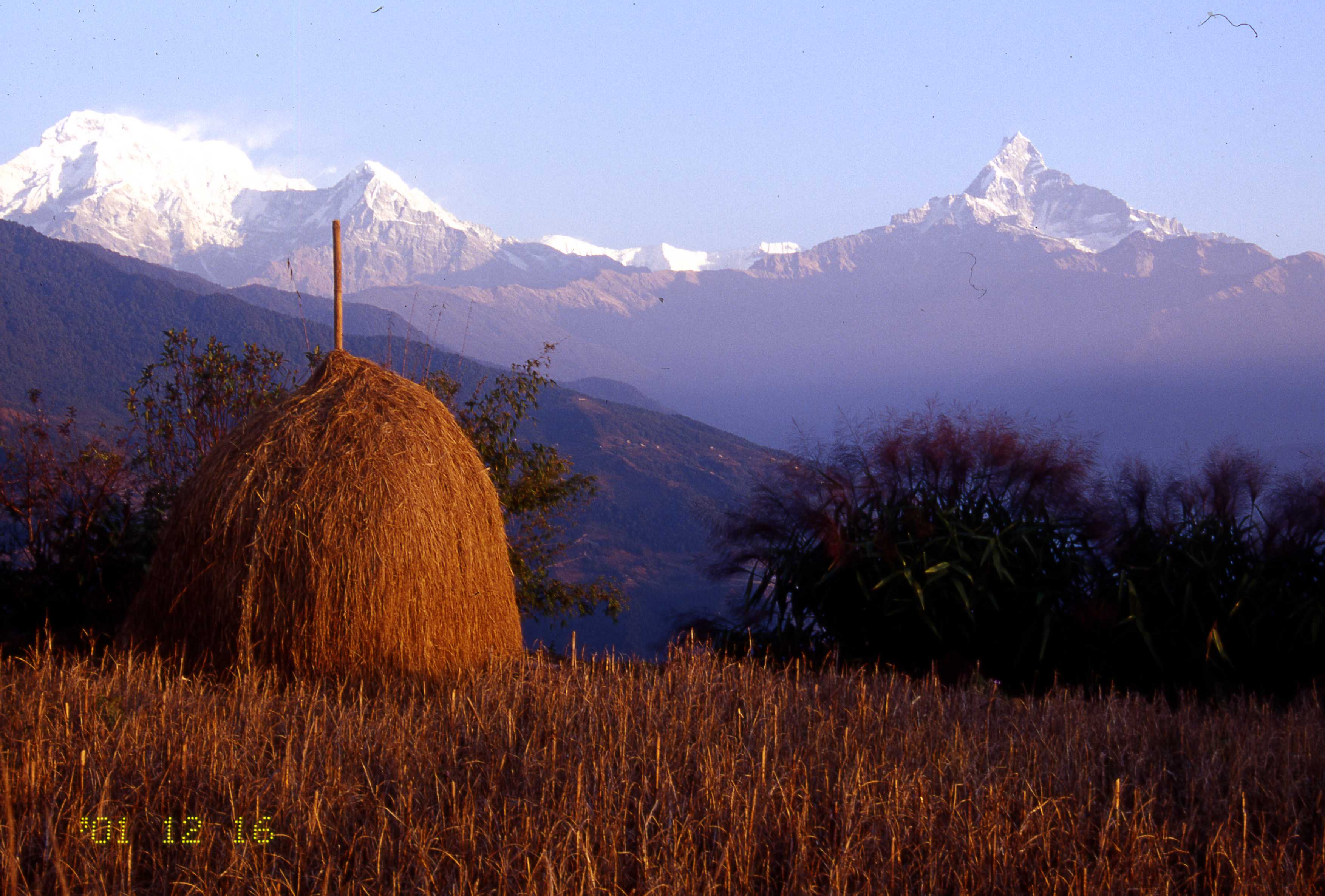
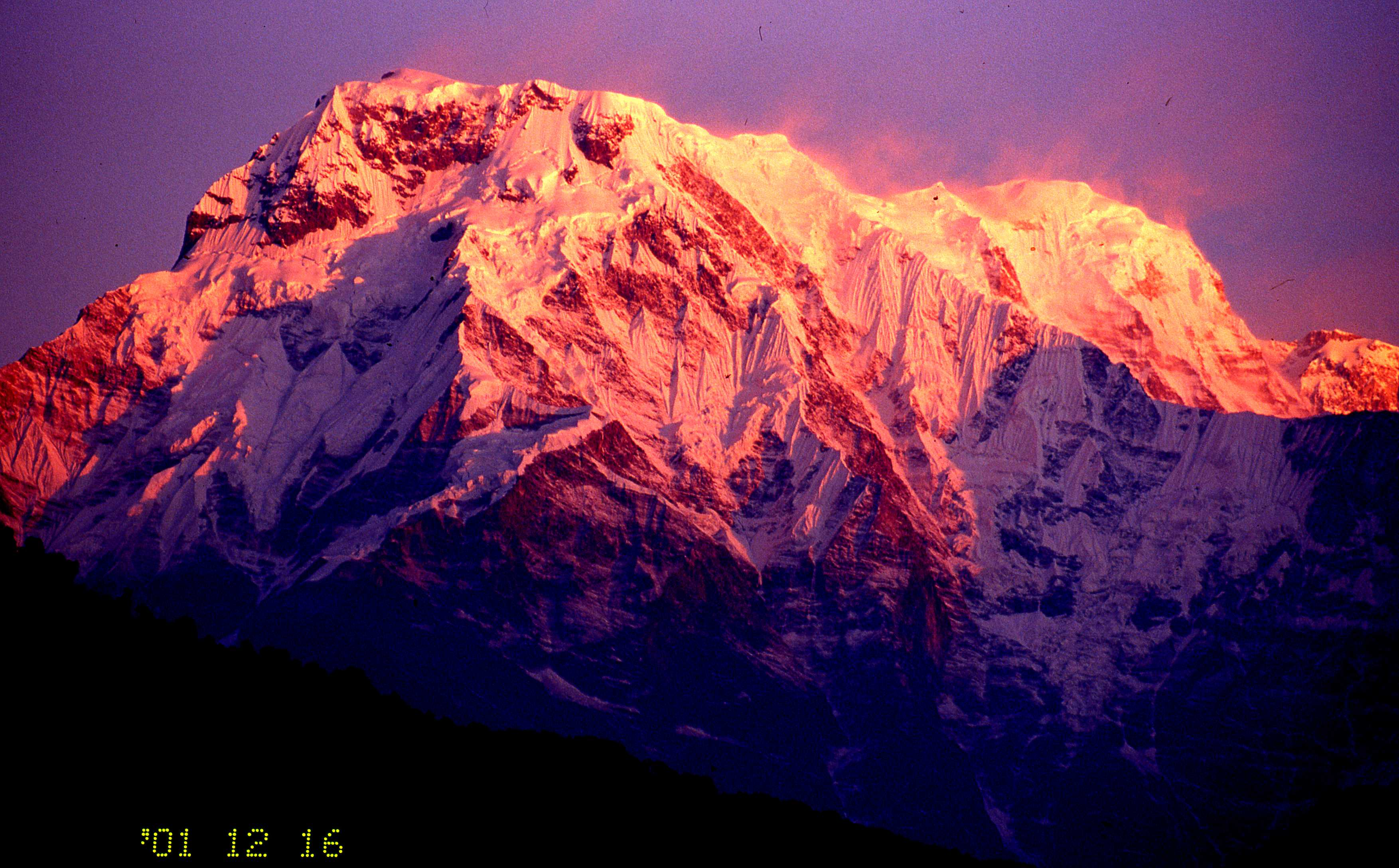
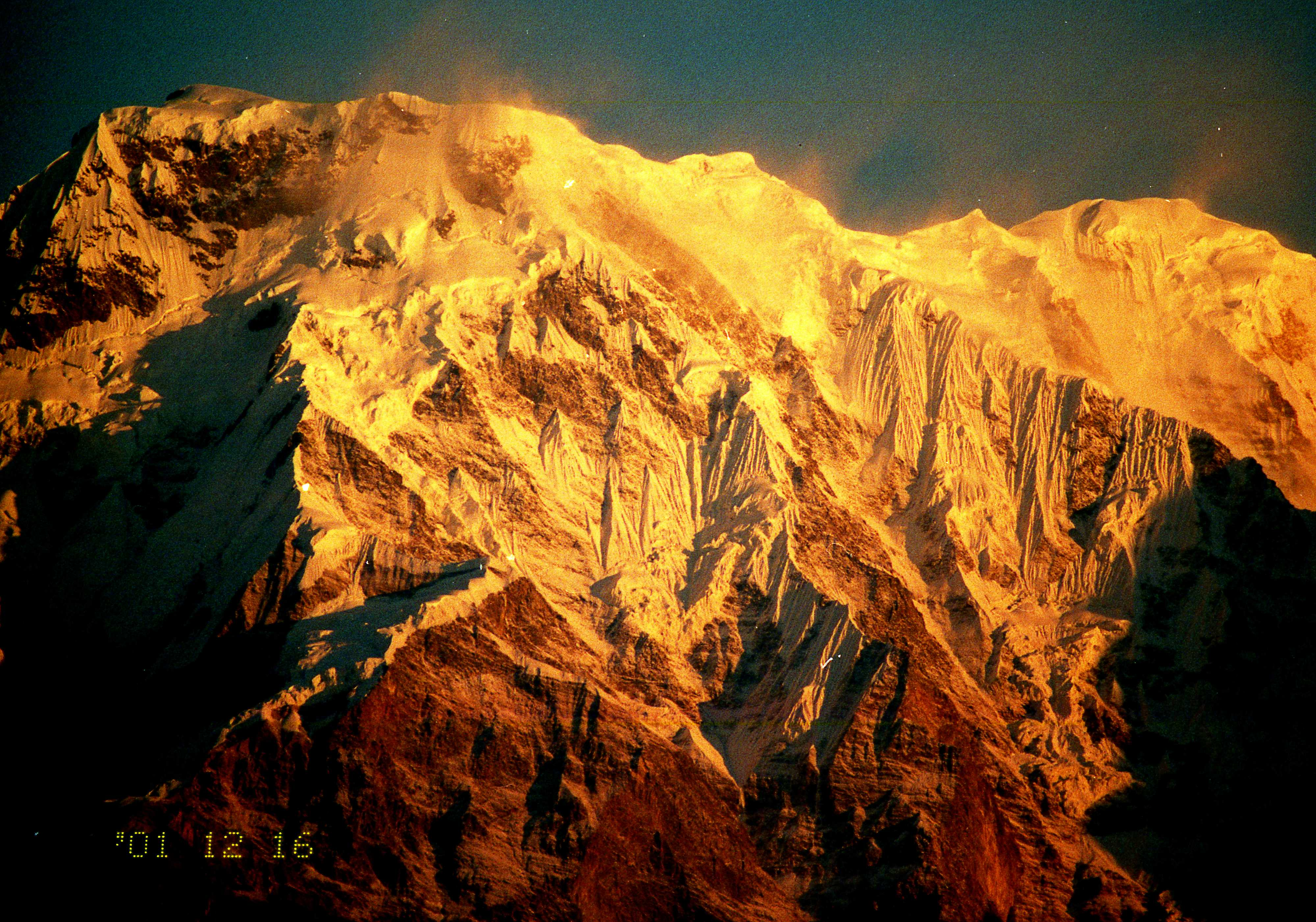
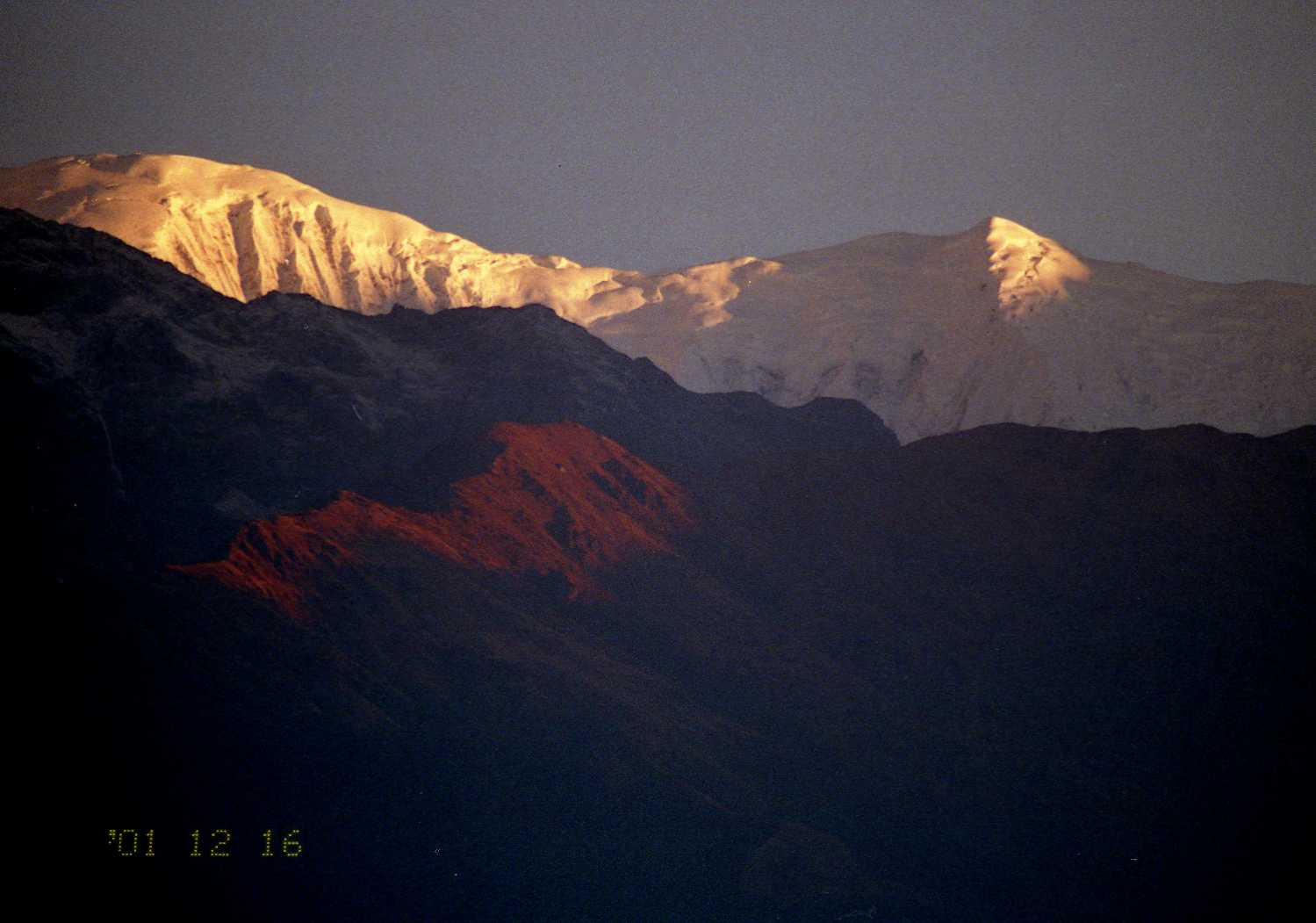
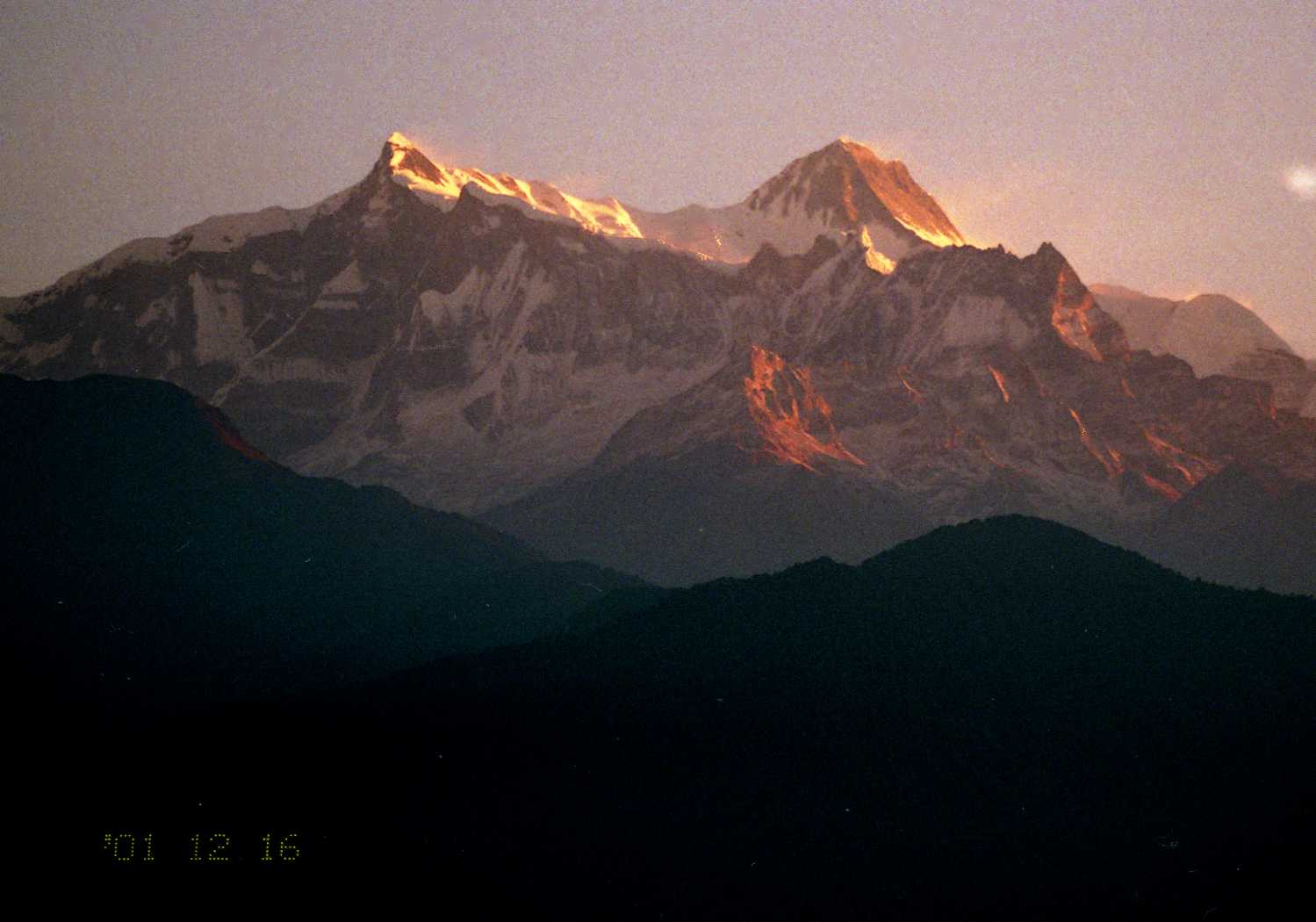
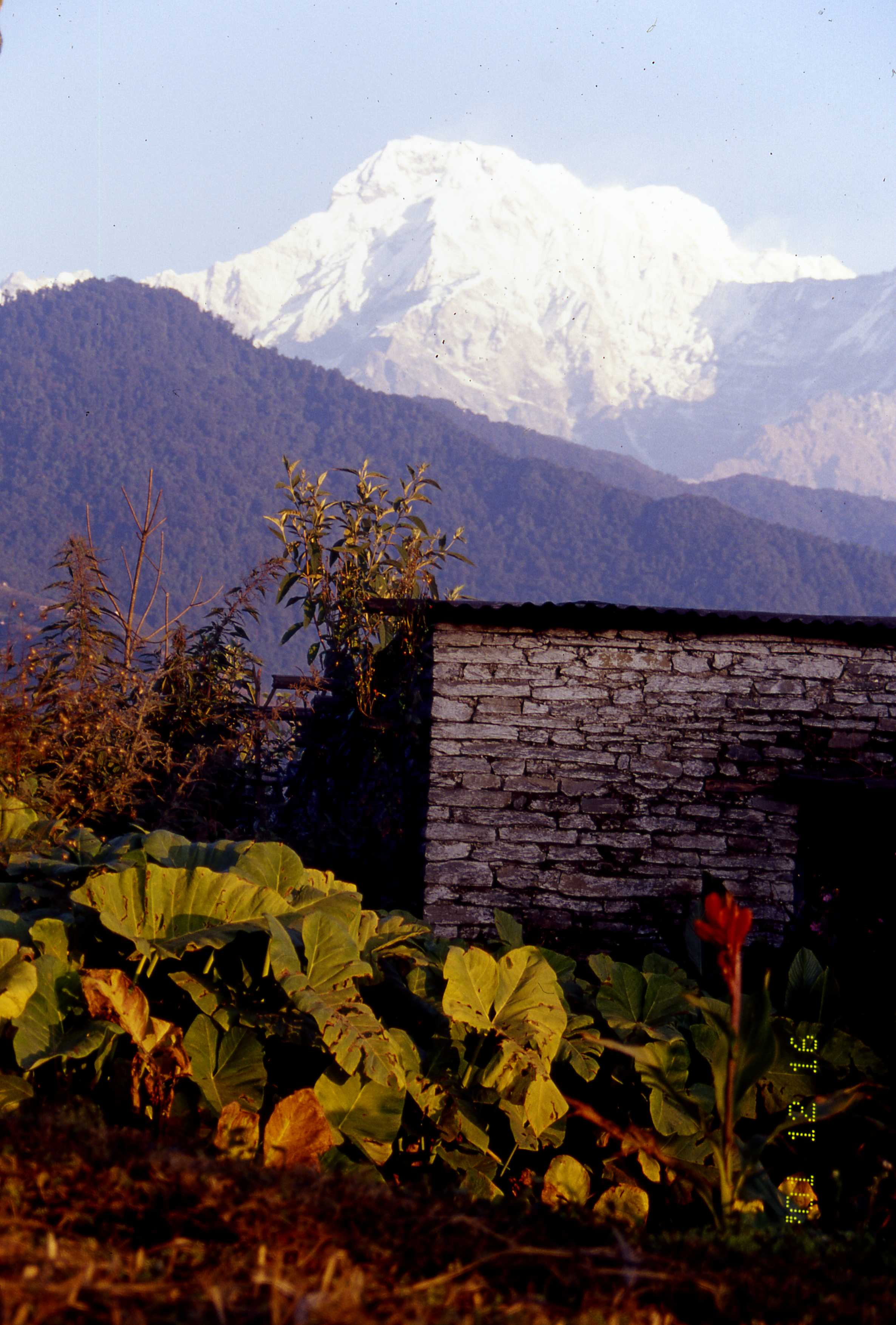
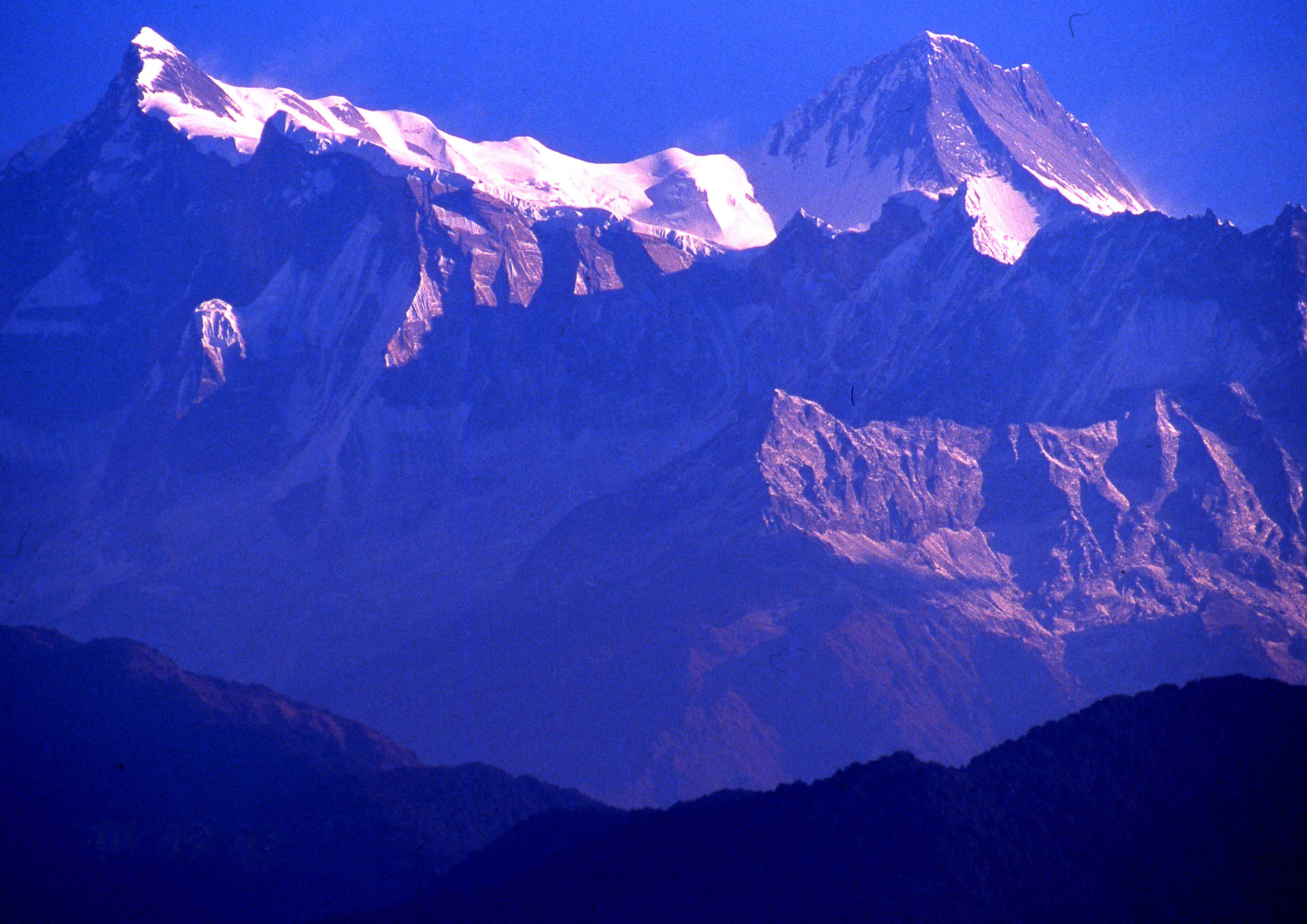